# Veliko Vukovje
Veliko Vukovje är en ort i Kroatien.   Den ligger i länet Bjelovar-Bilogoras län, i den östra delen av landet, 80 km öster om huvudstaden Zagreb. Veliko Vukovje ligger 139 meter över havet och antalet invånare är 1 000.
Terrängen runt Veliko Vukovje är platt. Runt Veliko Vukovje är det ganska glesbefolkat, med 28 invånare per kvadratkilometer. Närmaste större samhälle är Kutina, 9,6 km sydväst om Veliko Vukovje. I omgivningarna runt Veliko Vukovje växer i huvudsak lövfällande lövskog.